# Ostha aega
Ostha aega là một loài bướm đêm trong họ Noctuidae.